# Coelosphaera
Coelosphaera är ett släkte av svampdjur. Coelosphaera ingår i familjen Coelosphaeridae.

## Dottertaxa tillCoelosphaera, i alfabetisk ordning[1][2]
- Coelosphaera antarctica
- Coelosphaera biclavata
- Coelosphaera bullata
- Coelosphaera calcifera
- Coelosphaera chondroida
- Coelosphaera crumena
- Coelosphaera crusta
- Coelosphaera cryosi
- Coelosphaera dichela
- Coelosphaera dividuum
- Coelosphaera encrusta
- Coelosphaera fistula
- Coelosphaera fucoides
- Coelosphaera globosa
- Coelosphaera hatchi
- Coelosphaera hechteli
- Coelosphaera macrosigma
- Coelosphaera natalensis
- Coelosphaera navicelligera
- Coelosphaera oglalai
- Coelosphaera pedicellata
- Coelosphaera peltata
- Coelosphaera phlyctenodes
- Coelosphaera physa
- Coelosphaera picoensis
- Coelosphaera polymasteides
- Coelosphaera ramosa
- Coelosphaera rhaphidifera
- Coelosphaera solenoidea
- Coelosphaera transiens
- Coelosphaera tubifex
- Coelosphaera tunicata
- Coelosphaera verrucosa